# Königreich Vientiane
Das Königreich Vientiane war ein laotisches Reich in der Gegend des heutigen Vientiane. Es wurde 1707 aufgrund von fortgesetzten Thronstreitigkeiten und im Verlauf der anschließenden Aufspaltung des Königreichs Lan Xang gebildet, wobei der siamesische Phrachao Suea vermittelte. Das Reich endete 1828 mit der Einverleibung in Siam. 
Erster Herrscher war König Sai Setthathirath II., der vorher Lan Xang von Vientiane aus regiert hatte. Die geopolitische Lage zwischen Siam und Annam (Vietnam) machte es dem Reich nicht einfach. Ab 1779 war es ein Vasallen-Fürstentum Siams. Kurz nach dem Thronantritt von König Rama III. (reg. 1824 bis 1851) wurde Siam in den Konflikt zwischen Großbritannien und Birma hineingezogen, was König Anuvong von Vientiane (reg. 1805 bis 1828) zu einem Aufstand veranlasste. Unter der Vorspiegelung, Siam mit seinen Truppen zu Hilfe zu kommen, marschierte er auf Bangkok und kam bis Saraburi, wo er jedoch zurückgeschlagen wurde. Die überlegenen Siamesen schlugen den Aufstand nieder und General Bodindecha brachte Anuvong 1828 nach Bangkok vor den König, wo er öffentlich gefoltert und hingerichtet wurde. Anschließend verlor Vientiane, anders als die anderen beiden laotischen Staaten, jegliche Eigenständigkeit. 1893 trat Siam Vientiane an Frankreich ab und es wurde eine Provinz der Kolonie Französisch-Indochina.

## Könige von Vientiane (1707–1828)
Es war Siam, dem mächtigen Nachbarn im Süden, tributpflichtig.
- 1707–1730 Sai Setthathirath II.
- 1730–1767 Ong Long
- 1767–1778 Bunsan, 1. Regierung
- 1778–1780 Interregnum unter dem siamesischen Gouverneur Phaya Supho
- 1780–1781 Bunsan, 2. Regierung
- 1781–1795 Nanthesan
- 1792–1805 Inthavong
- 1805–1828 Anuvong